# Sewall Wright
Sewall Green Wright (Melrose, Massachusetts, 1889. december 21. – Madison, Wisconsin, 1988. március 3.) amerikai genetikus, az evolúciós elméleten végzett befolyásos munkájáról és az útvonalanalízis kidolgozásáról ismert.
R. A. Fisher-rel és J. B. S. Haldane-nel együtt alapította meg az elméleti populációgenetika tudományát. A beltenyészeti koefficiens felfedezője és pedigrében való számítási módjainak kidolgozója. Ezen munkáját a populációkra is kiterjesztette, kiszámolta a populációk egyes egyedeire vonatkozó beltenyészeti koefficienseket a genetikai drift alapján. Fisher, Wright és Haldane munkája az elméleti populációgenetikában nagy lépés volt a modern evolúciós szintézis kidolgozásában. Wright szintén fontos munkát végzett az emlős- és biokémiai genetika terén.

## Pályafutása
Született Massachusetts államban. Apja Philip Green Wright, anyja Elizabeth Quincy Sewall Wright. három évvel később a család Illinoisba költözött. Két idősebb bátyja Theodore Paul Wright és Quincy Wright.
Már gyerekkorában is érdekelte a matematika és a biológia. 1906-ban érettségizett a Galesburg gimnáziumban. A Lombard főiskolán – ahol apja is dolgozott – hallgatott matematikát. Nagy hatással volt rá Professzor Wilhelmine Entemann Key, az egyik első nő aki Ph.D fokozatot szerzett biológiából. Wright a Harvard Egyetemen szerzett diplomát, ahol az úttörő munkát folytató genetikussal, William Ernest Castle-lel az emlősök bundaszíneinek öröklődésével kapcsolatos kutatásokat végzett. 1925-ig az Egyesült Államok mezőgazdasági minisztériumának dolgozott, majd csatlakozott a Chicagói Egyetem zoológia szakához. 1955-ös visszavonulásáig dolgozott ott, ekkor átment a Wisconsin–Madison Egyetemre. Több kitüntetésben is részesült munkájáért hosszú karrierje soránld. később. A National Academy of Sciences tagja és a Royal Society külső tagja.
1921-ben feleségül vette Louise Lane Williamst (1895-1975). Három gyerekük Richard, Robert, és Elizabeth.